# Caledargiolestes uniseries
Caledargiolestes uniseries – gatunek ważki z rodziny Argiolestidae.
Owad ten jest endemitem Nowej Kaledonii i jest szeroko rozprzestrzeniony.